# Tetiana Omelczenko
Tetiana Serhijiwna Omelczenko (azer: Tatyana Omelçenko; ukr. Тетяна Сергіївна Омельченко; ur. 23 kwietnia 1994) – ukraińska, a od 2016 roku azerska zapaśniczka walcząca w stylu wolnym. Zajęła siódme miejsce na mistrzostwach świata w 2019 i 2022. Brązowa medalistka mistrzostw Europy w 2017, 2018, 2019 i 2020. Mistrzyni igrzysk Solidarności Islamskiej w 2017 i trzecia w 2021. Jedenasta na Letniej Uniwersjadzie 2013. Ósma w indywidualnym Pucharze Świata w 2020. Szósta w Pucharze Świata w 2015, siódma w 2017 i ósma w 2014. 
Trzecia na MŚ U-23 w 2017. Wygrała ME U-23 w 2016 i trzecia w 2015 roku.